# Les Trois Singes
Pour plus de détails, voir Fiche technique et Distribution.
Les Trois Singes (Üç maymun) est un film turc de Nuri Bilge Ceylan sorti en 2008 pour lequel son réalisateur a remporté le prix de la mise en scène lors du Festival de Cannes 2008.

## Synopsis
Eyüp est le chauffeur d'un riche homme d'affaires. Ce dernier renverse un piéton. Pour éviter la prison, il propose à son chauffeur monnayant finance de s'accuser à sa place.

## Fiche technique
- Titre : Les Trois Singes
- Titre original : Üç maymun
- Réalisateur : Nuri Bilge Ceylan
- Scénario : Ebru Ceylan, Ercan Kesal, Nuri Bilge Ceylan
- Direction de la photographie : Gökhan Tiryaki
- Montage : Ayhan Ergürsel, Bora Gökşingöl, Nuri Bilge Ceylan
- Production : Zeynep Özbatur
  - Coproduction : Fabienne Vonier, Valerio De Paoli, Cemal Noyan, Nuri Bilge Ceylan
- Pays de production :  Turquie
- Langue originale : turc
- Genre : drame
- Format : couleurs - 2,35:1 (CinemaScope)
- Durée : 109 minutes
- Dates de sortie : 
  - France : 16 mai 2008 (Festival de Cannes) et 14 janvier 2009 (en salles)
  - Belgique : 18 mars 2009
  - Suisse : 7 mai 2009 (Suisse alémanique)
  - Canada: 6 octobre 2009 	(première DVD)

## Distribution
Légende doublage : VF = Version Française
- Yavuz Bingöl : Eyüp
- Gürkan Aydin : l'enfant
- Hatice Aslan (VF : Martine Irzenski) : Hacer
- Ahmet Rifat Şungar : Ismail
- Ercan Kesal (VF : Philippe Peythieu) : Servet
- Cafer Köse : Bayram

## Distinctions
- Festival de Cannes 2008 : 
  - Prix de la mise en scène
  - En compétition pour la Palme d'or
- Festival international du film RiverRun 2009 : Prix du meilleur film